# Маверик
Маверик (енгл. Maverick) је филм из 1994. године. 
Брет Маверик, коцкар, треба додатних 3.000 долара да уђе на покер турнир. На путу ка остварењу те намере, чека га пустоловина са пуно изазова. Зато се удружује са Анабел Брансфорд, преваранткињом, и обоје покушавају да прикупе новац како би остварили свој циљ.

## Радња
Брет Маверик, професионални играч картама, иде на Ол Риверс Покер Чемпионшип, за који је потребно прикупити 25.000 долара и недостаје му само 3.000 долара. На свом путу да освоји пола милиона долара, планира да наплати дугове од својих старих познаника и добије потребну суму. Маверик верује да има натприродни дар да узме праву карту у право време.
У граду Кристал Ривер, Маверик безуспешно покушава да наплати дуг од власника локалне банке. Затим, током мале игре картама, упознаје преварантицу Анабел Брансфорд и гангстера по имену „Анђео“. Бандит добија мистериозни телеграм који му даје упутства да по сваку цену задржи Маверика и спречи га да учествује на турниру. Стари маршал Зејн Купер се придружује путницима. Почиње њихов дуг пут до турнира током којег се Маверик суочава са разним препрекама. Умало не пада у провалију, покушавајући да заустави неконтролисану дилижансу, помаже мисионарима да врате украдене драгоцености и пада у руке Индијанаца. Али испоставило се да је вођа Индијанаца Мавериков стари пријатељ, а такође и један од његових дужника. Добивши хиљаду долара од вође, Брет жури на турнир, али пада у руке „Анђео бандита“ и неким чудом успева да побегне. Маверик стиже у Сент Луис на полазак пароброда. Преосталих 2.000 долара Маверик извлачи у последњем тренутку, присећајући се лажне игре „Убиј Индијанца“ богатом руском принцу. Испоставило се да је новац довољан за Анабелину почетну игру.
Током покер турнира, који се одржава на пароброду, четири играча су стигла до финалног стола: Маверик, Анђео, Анабел и Командир Дувал. Маверик побеђује тако што тргује на слепо и ставља све на карту коју није видео, све до откривања карата. Како се испоставило, купио је кеца за ројал флаш. Међутим, он не побеђује одмах - Зејн Купер се, претећи оружјем, крије са брода заједно са целом обалом турнира. Касније се испоставља да је ово отац и саучесник Маверика, који је схватио да му „Анђео” и други криминалци (којих је било много на броду) неће дозволити да тако лако напусти турнир, тако отворено, са победом.
У последњој сцени, отац пита сина како је успео да извуче праву карту, на шта Маверик одговара: „Чаролија” (Магија (енглески)) Међутим, Анабел узима половину новца од Маверика и Купера, који су се неочекивано појавили у купалишту, где су се ненаоружани хероји опуштали после свог „тешког рада“.

## Улоге
| Глумац        | Улога                                 |
| ------------- | ------------------------------------- |
| Мел Гибсон    | Брет Маверик                          |
| Џоди Фостер   | госпођица Анабел Бренсфорд            |
| Џејмс Гарнер  | шериф Зејн Купер/Брет Маверик старији |
| Грејам Грин   | Џозеф                                 |
| Алфред Молина | Енџел                                 |
| Џејмс Коберн  | Комодор Дувал                         |
| Пол Л. Смит   | руски надвојвода                      |
| Линда Хант    | мађионичар                            |
| Стив Кејхан   | трговац                               |

## Зарада
Филм је у САД зарадио 101.631.272 $.
- Зарада у иностранству - 81.400.000 $
- Зарада у свету - 183.031.272 $